# Summa de arithmetica
Summa de arithmetica, geometria, proportioni et proportionalita (Resum d'aritmètica, geometria, proporcions i proporcionalitat) és un llibre sobre matemàtiques escrit per Luca Pacioli i publicat per primera vegada el 1494. Conté un resum complet de les matemàtiques del Renaixement, que inclou aritmètica pràctica, àlgebra bàsica, geometria bàsica i comptabilitat, escrit per utilitzar-lo com a llibre de text i treball de referència com fou la seva De divina proportione, una altra obra matemàtica de gran transcendència.
Escrita en italià vernacle, la Summa és la primera obra impresa sobre àlgebra, i conté la primera descripció publicada del sistema de comptabilitat per partida doble. Va establir un nou estàndard per a l'escriptura i l'argumentació sobre l'àlgebra, i el seu impacte en el desenvolupament i l'estandardització posteriors dels mètodes de comptabilitat professional va ser tan gran que de vegades es coneix a Pacioli com el "pare de la comptabilitat", no com a inventor de la ja coneguda Comptabilitat de partida doble, sinó pel fet que en el seu llibre va introduir una nova tècnica transcendent, adreçada principalment als comerciants, com a nova eina fonamental de càlcul comptable.

## Continguts
La Summa de arithmetica, tal com es va imprimir originalment, consta de deu capítols sobre una sèrie de temes matemàtics, que cobreixen col·lectivament essencialment totes les matemàtiques del Renaixement. Els set primers capítols formen un resum de l'aritmètica en 222 pàgines. El vuitè capítol explica l'àlgebra contemporània en 78 pàgines. El novè capítol tracta diversos temes rellevants per als negocis i el comerç, com ara el bescanvi, lletres de canvi, pesos i mesures i comptabilitat, en 150 pàgines. El desè i darrer capítol descriu la geometria pràctica (inclosa la trigonometria bàsica) en 151 pàgines.
El contingut matemàtic del llibre es basa molt en les tradicions de les escoles d'àbac del nord d'Itàlia contemporània, on els fills dels comerciants i la classe mitjana estudiaven aritmètica segons el model establert pel Liber Abaci de Fibonacci. L'èmfasi d'aquesta tradició estava en la facilitat amb la computació, utilitzant el sistema de numeració hindú-àrab, desenvolupat a través de l'exposició a nombrosos problemes d'exemple i estudis de casos extrets principalment de negocis i comerç. El treball de Pacioli també ensenya a través d'exemples, però també desenvolupa arguments per a la validesa de les seves solucions mitjançant la referència a principis generals, axiomes i demostracions lògiques. D'aquesta manera la Summa comença a reintegrar els mètodes lògics de la geometria clàssica grega a la disciplina medieval de l'àlgebra.

### Comptabilitat i finances

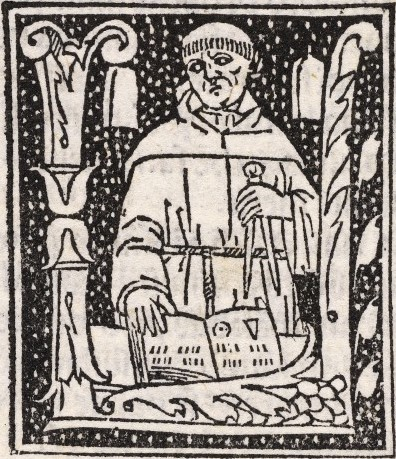
Gravat de Luca Pacioli

Dins del capítol de finances, una secció titulada Particularis de computis et scripturis (Detalls de càlcul i registre) descriu els mètodes comptables que s'utilitzen llavors entre els comerciants del nord d'Itàlia, incloent la comptabilitat de partida doble, els balanços de comprovació, els balanços i diverses altres eines que encara utilitzen els professionals de la comptabilitat. El capítol empresarial també introdueix la regla del 72 per predir el valor futur d'una inversió, anticipant el desenvolupament del logaritme en més d'un segle. Aquestes tècniques no es van originar amb Pacioli, que només va registrar i explicar les millors pràctiques establertes dels empresaris contemporanis a la seva regió.

### Polèmica de plagi
Pacioli afirma explícitament a la Summa que no va aportar cap contingut matemàtic original a l'obra, però tampoc atribueix específicament cap material a altres fonts. La beca posterior ha trobat que gran part de la cobertura de la geometria de l'obra es pren gairebé exactament del Trattato d'abaco de Piero della Francesca, una de les seccions d'àlgebra es basa en el Trattato di Fioretti d' Antonio de Mazzinghi i una part del capítol sobre el negoci està copiat d'un manuscrit de Giorgio Chiarini. Aquest tipus d'apropiació ha portat alguns historiadors (entre els quals destaca el biògraf del segle xvi Giorgio Vasari) a acusar Pacioli de plagi a la Summa (i altres obres). Molts dels problemes i tècniques inclosos en el llibre s'han extret directament d'aquests treballs anteriors, però la Summa generalment afegeix arguments lògics originals per justificar la validesa dels mètodes.

## Història

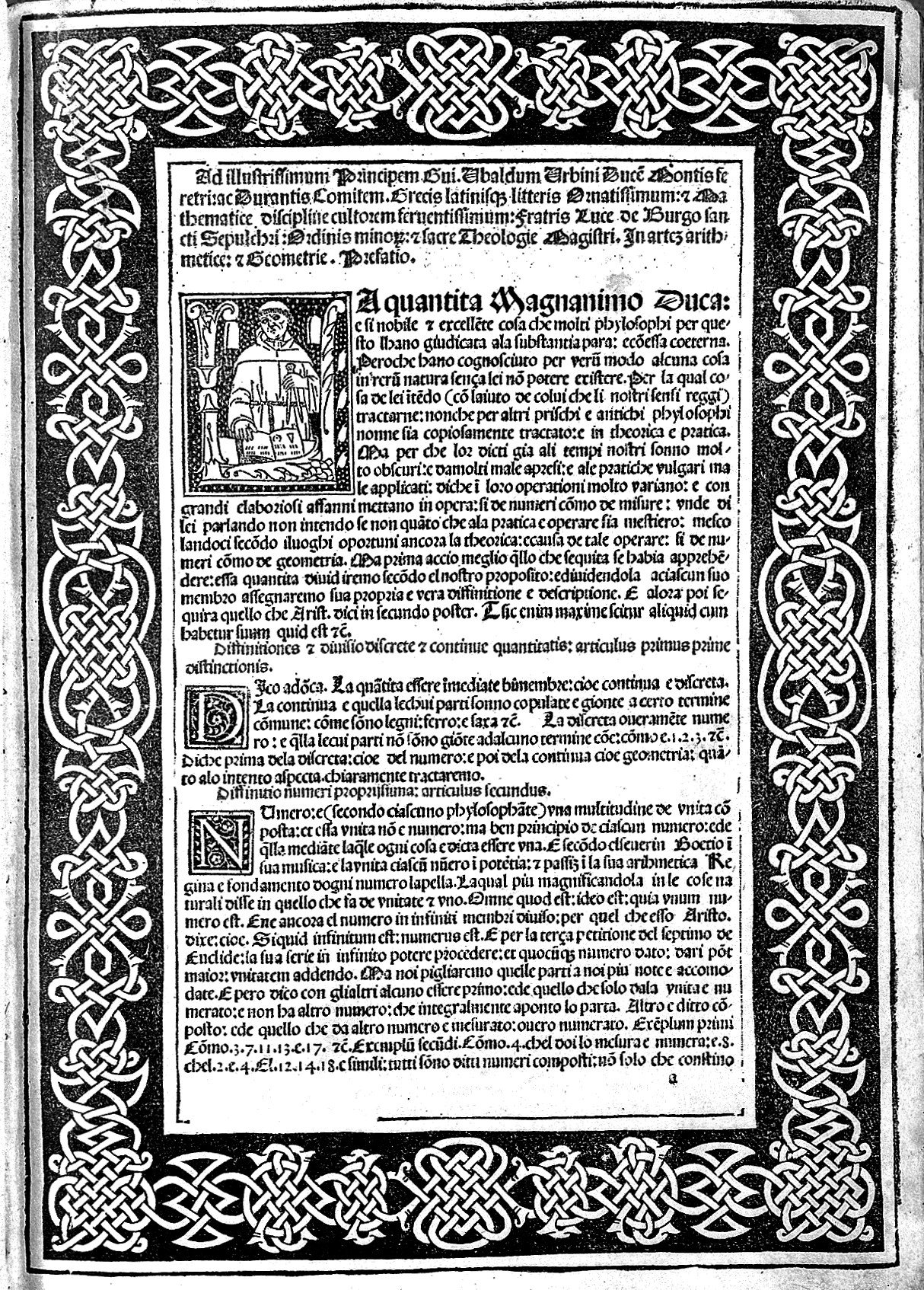
Pàgina de dedicatòria de la primera edició (1494).

Summa de arithmetica es va compondre durant un període de dècades a través del treball de Pacioli com a professor de matemàtiques, i probablement va ser pensat com a llibre de text i obra de referència per als estudiants de matemàtiques i negocis, especialment entre la classe mitjana mercantil del nord d'Itàlia. Va ser escrit en italià vernacle (més que en llatí), reflectint el seu públic objectiu i el seu propòsit com a text d'ensenyament. L'obra estava dedicada a Guidobaldo da Montefeltro, duc d'Urbino, mecenes de les arts que Pacioli havia conegut a Roma uns anys abans.
Va ser publicat originalment a Venècia el 1494 per Paganino Paganini, amb una segona edició idèntica impresa el 1523 a Toscolano. Al voltant d'un miler de còpies es van imprimir originalment, de les quals aproximadament 120 encara es conserven. El juny de 2019, una primera edició intacta es va vendre a una subhasta per US$1.215.000.

## Impacte i llegat
Tot i que la Summa contenia poca o cap obra matemàtica original de Pacioli, era el text matemàtic més complet mai publicat en aquell moment. La seva minuciositat i claredat (i la manca de cap altre treball semblant disponible en format impresa) va generar vendes sòlides i constants als comerciants europeus que eren el públic al qual va dirigir el text. La reputació que la Summa va guanyar a Pacioli com a matemàtic i intel·lectual va inspirar Ludovico Sforza, duc de Milà, a convidar-lo a servir com a professor de matemàtiques a la cort ducal, on Pacioli es va fer amistat i va col·laborar amb Leonardo da Vinci.
El Summa representa la primera descripció publicada de moltes tècniques comptables, inclosa la comptabilitat per partida doble. Alguns dels mateixos mètodes es van descriure en altres manuscrits anteriors a la Summa (com el Della mercatura e del mercante perfetto de 1458 de Benedetto Cotrugli), però cap es va publicar com a llibre imprés abans de l'obra de Pacioli, i cap va aconseguir la gran influència d'aquesta. El paper de l'obra en l'estandardització i la difusió dels mètodes professionals de comptabilitat li ha valgut a Pacioli la reputació de "pare de la comptabilitat".
El llibre també marca l'inici d'un moviment en l'àlgebra del segle XVI cap a l'ús de l'argumentació lògica i els teoremes en l'estudi de l'àlgebra, seguint el model de la geometria clàssica grega establert per Euclides. Es creu que és el primer treball imprès sobre àlgebra, i inclou el primer exemple imprès d'un conjunt de signes més i menys que s'havien de convertir en estàndard en les matemàtiques del Renaixement italià: 'p' amb una tilda a sobre (p̄) per "plus" i "m" amb una tilda (m̄) per menys. L'afirmació (incorrecta) de Pacioli a la Summa que no hi havia una solució general a les equacions cúbiques va ajudar a popularitzar el problema entre els matemàtics contemporanis, contribuint a la seva solució posterior per part de Niccolò Tartaglia.

### Commemoració
L'any 1994 Itàlia va emetre un segell de 750 lires en honor al 500è aniversari de la publicació ' la Summa, que representava a Pacioli envoltat d'instruments matemàtics i geomètrics. La imatge del segell es va inspirar en el Retrat de Luca Pacioli i conté molts dels mateixos elements.